# Дванадцяте
Двана́дцяте (у 1903—1910 роках — Ділянка 12, у 1910—2024 роках — Гвардійське) — село в Україні, в Якимівській селищній громаді Мелітопольського району Запорізької області. Населення становить 66 осіб. До 2017 року орган місцевого самоврядування — Таврійська сільська рада.

## Географія
Село Дванадцяте розташоване 188  від обласного центру, 55 км від районного центру, 29 км від адміністративного центру селищної громади, за 1 км від лівого берега каналу Р-9. Сусіднє село — Таврійське (за 2 км).

## Історія
Село засноване у 1903 році під первинною назвою Ділянка 12. У 1910 році отримало назву Гвардійське.
7 (20) листопада 1917 року, відповідно до Третього Універсалу Української Центральної Ради, увійшло до складу Української Народної Республіки.
З 7 березня 1923 року село перебувало у складі Якимівського району.
16 травня 2017 року, в ході децентралізації, Таврійська сільська рада об'єднана з Якимівською селищною громадою.
12 червня 2020 року, відповідно до розпорядження Кабінету Міністрів України № 713-р «Про визначення адміністративних центрів та затвердження територій територіальних громад Запорізької області», затверджено склад Якимівської селищної громади.
19 липня 2020 року, в результаті адміністративно-територіальної реформи та ліквідації Якимівського району, село увійшло до складу новоутвореного Мелітопольського району.
24 лютого 2022 року, під час російського вторгнення в Україну, село тимчасово окуповане російськими військами.
22 червня 2023 року рішенням Національної комісії зі стандартів державної мови віднесено до списку населених пунктів, які «можуть не відповідати лексичним нормам української мови», зокрема стосуватися «російської імперської чи колоніальної політики». Громаді рекомендовано обґрунтувати доцільність збереження поточної назви або запропонувати нову назву в установленому законодавством порядку.
10 квітня 2024 року Комітет Верховної Ради України з питань організації державної влади, місцевого самоврядування, регіонального розвитку та містобудування підтримав перейменування села на Дванадцяте.
18 вересня 2024 року, відповідно з постановою Верховної Ради України № 12043, ухвалено рішення про перейменування села Гвардійське на Дванадцяте.

## Населення
За даними перепису населення 2001 року, у селі мешкало 66 осіб. Мовний склад населення був таким:
| Мова       | Кількість осіб | Відсоток |
| ---------- | -------------- | -------- |
| українська | 26             | 39,39    |
| російська  | 40             | 60,61    |